# Rio Bueno
O Rio Bueno é um rio no sul do Chile. Nasce no lago Ranco e, como a maioria dos rios do Chile, desemboca no Oceano Pacífico. Seu menor fluxo forma a fronteira entre as províncias de Osorno e Ranco. O rio passa por Río Bueno, município que leva o seu nome.